# Kyllíni (Élide)
Kyllíni (grec moderne : Κυλλήνη) est un village grec situé sur la côte ouest de la péninsule du Péloponnèse. Administrativement, il appartient à la municipalité d'Andravída-Kyllíni, à l'unité régionale d'Élide et à la région de Grèce-Occidentale. Auparavant, elle fait partie de la municipalité de Kástro-Kyllíni et depuis 2011, elle fait partie de l'unité municipale de Kástro-Kyllíni, au sein de la municipalité d'Andravída-Kyllíni. En 2011, le village compte 631 habitants,.

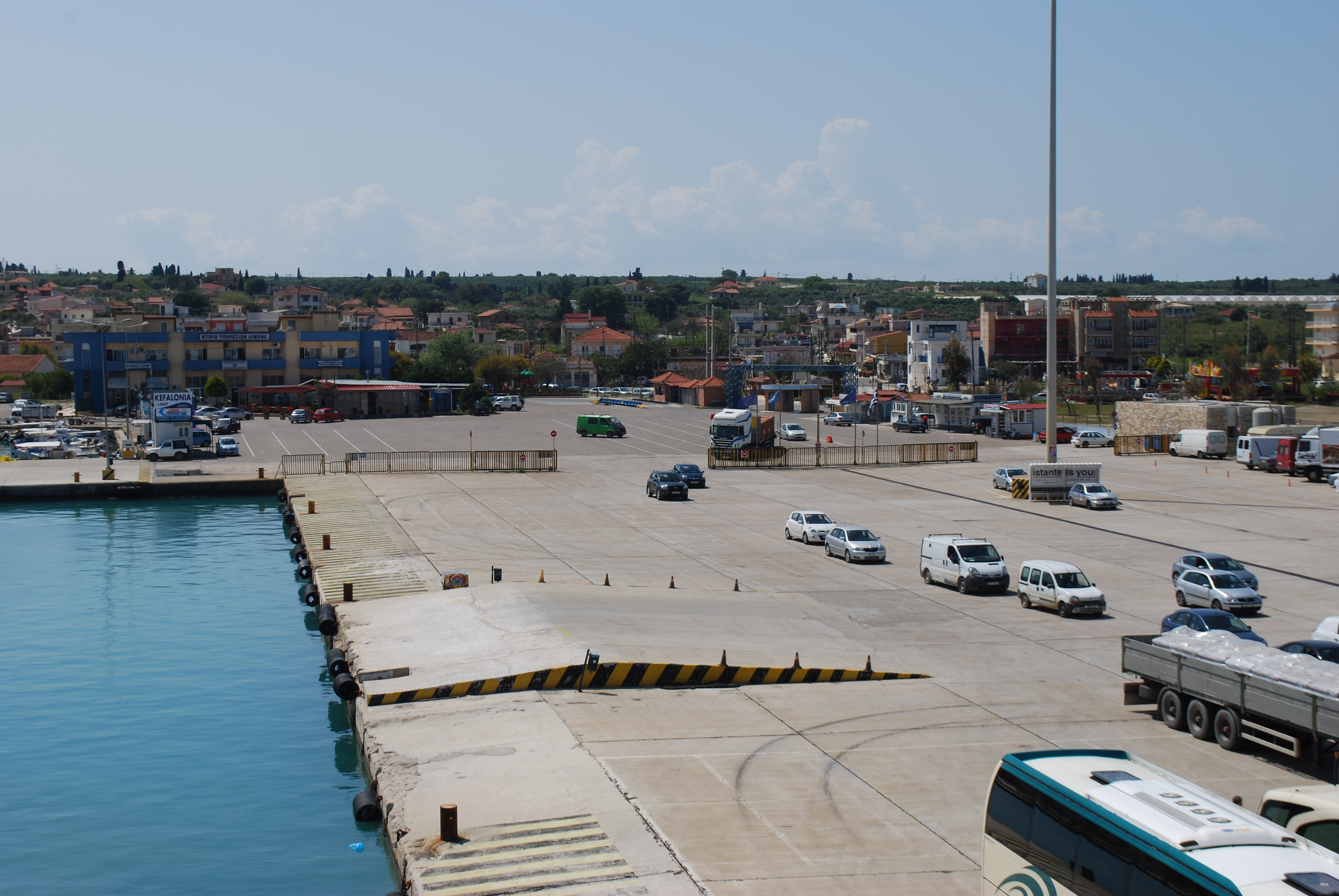
Vue du port de Kyllíni.

Kyllíni est située sur la rive nord d'un petit promontoire dans l'angle ouest du Péloponnèse. Elle se trouve à une distance d'environ 39 km à vol d'oiseau du centre administratif d'Élide, Pýrgos, et d'environ 64 km de la capitale de Grèce-Occidentale, Patras. Kyllíni forme également une communauté villageoise plus large (grec moderne : Τοπική Κοινότητα Κυλλήνης; Topikí Koinótita Kyllínis), qui comprend l'île inhabitée de Kafkalída en plus du village de Kyllíni proprement dit. La population totale de la municipalité est de 631 habitants.
Le village tire son nom de la cité antique de Cyllène. Cette dernière, en tant que ville portuaire de la province d'Élide, elle est le port de passage de nombreux voyageurs qui se rendent aux Jeux olympiques. Il s'agit également d'un important port de guerre, qui sert de base navale à Sparte pendant la guerre du Péloponnèse. Le port reste en activité jusqu'au Moyen Âge, où il sert de port de commerce aux Vénitiens et aux Génois sous le nom de Glarénza. Par la suite, l'institut finlandais d'Athènes mène des recherches archéologiques maritimes dans la zone du port antique sous la direction de Jari Pakkanen,.
Le port actuel de Kyllíni est situé à une distance d'environ 800 mètres à l'est du port antique. Le port est relié aux îles de Céphalonie et de Zante, entre autres.